# Alessandro Baratta (incisore)
Alessandro Baratta (Scigliano, 1583 – post 1637) è stato un incisore italiano.

## Biografia
Lavorò a Napoli, dove realizzò per il Panegyricus di García de Barrionuevo y Montalvo la copertina e cinque incisioni d'illustrazione nel 1616. L'opera venne dedicata al viceré Pedro Fernandez de Castro, conte di Lemos, e presenta dei primi esperimenti di rappresentazione topografica dell'area di Napoli. 
Lavorava essenzialmente su rame e realizzò nel 1622 Mostra generale del gran battaglione di Napoli, una rappresentazione della parata militare passante per il ponte della Maddalena per festeggiare l'arrivo a Napoli del viceré Antonio Álvarez de Toledo y Beaumont, V duca d'Alba, un'opera che riprodusse più tardi nel 1627. Lavorò per numerosi anni con l'editore Giovanni Orlandi, per il quale realizzò le 64 tavole della Vita e Miracoli del Gloriosiss.mo Padre Santo Francesco di Paola, pubblicate nel 1627. 
La sua opera più nota resta però la Fidelissimae urbis neapolitanæ cum omnibus viis accurata et nova delineatio aedita in lucem ab Alexandro Baratta del 1627: un'incisione su rame che rimane la rappresentazione della città migliore e più dettagliata del XVII secolo. L'opera è dedicata al duca d'Alba ed è di dimensioni ragguardevoli: 920 x 2 475 cm, tant'è che lo stesso autore, che risiedeva nei pressi del largo di Palazzo, nota nella dedica al viceré (al quale doveva probabilmente la commissione) che ha impiegato molti anni per compiere l'opera. Nel 1629, l'editore Orlandi stampò una seconda edizione della mappa, con alcune variazioni rispetto alla precedente. La veduta verrà ristampata ancora nel 1670, con l'aggiunta della darsena e correggendo la data e poi ancora nel 1679 a cura di Nicola Mautone.
Baratta si spostò quindi a Genova, dove nel 1637 realizzò La famosissima e nobilissima città di Genova: una veduta dettagliatissima, anch'essa incisa su rame in una tavola di dimensioni significative, che include nella rappresentazione le nuove fortificazioni della città. La mappa fu ristampata e ricopiata più volte con integrazioni già nel 1651 e nel 1704.
Da quegli anni a Genova, del Baratta, si perdono le tracce.

## Opere conosciute
- 5 tavole per Panegyricus, 1616
- Mostra generale del gran battaglione di Napoli, 1622
- Patroni Fidelissimae Urbis Neapolitanae, 1622 (riedizione della vista del 1611 di Giovanni Orlandi)
- 64 tavole della Vita e Miracoli del Gloriosiss.mo Padre Santo Francesco di Paola, 1627 (con rime di don Orazio Nardino Cosentino)
- Fidelissimae urbis neapolitanæ cum omnibus viis accurata et nova delineatio aedita in lucem ab Alexandro Baratta, 1629
- Cavalcata, 1632
- La famosissima e nobilissima città di Genova, 1637